# اوسن-ایوانوفسکویه
اوسن-ایوانوفسکویه (به لاتین: Usen-Ivanovskoye) یک منطقهٔ مسکونی در روسیه است که در باشقیرستان واقع شده‌است. اوسن-ایوانوفسکویه ۸۸۲ نفر جمعیت دارد.